# Everytime We Touch (singel Davida Guetty)
Everytime We Touch – piosenka house/pop stworzona przez Davida Guettę, Chrisa Willisa, Steve’a Angello, Sebastiana Ingrosso oraz Joachima Garrauda na trzeci studyjny album Guetty Pop Life. Utwór został wydany 16 stycznia 2009 roku.

## Pozycje na listach
| Lista przebojów  | Najwyższa pozycja |
| ---------------- | ----------------- |
| UK Singles Chart | 68                |